# Liste der Biografien/Arb
Liste der Biografien |
Portal Biografien |
Personensuche
# |
A |
B |
C |
D |
E |
F |
G |
H |
I |
J |
K |
L |
M |
N |
O |
P |
Q |
R |
S |
T |
U |
V |
W |
X |
Y |
Z |
?
 
Aa |
Ab |
Ac |
Ad |
Ae |
Af |
Ag |
Ah |
Ai |
Aj |
Ak |
Al |
Am |
An |
Ao |
Ap |
Aq |
Ar |
As |
At |
Au |
Av |
Aw |
Ax |
Ay |
Az
 
Ara |
Arb |
Arc |
Ard |
Are |
Arf |
Arg |
Arh |
Ari |
Arj |
Ark |
Arl |
Arm |
Arn |
Aro |
Arp |
Arq |
Arr |
Ars |
Art |
Aru |
Arv |
Arw |
Arx |
Ary |
Arz
Die Liste der Biografien führt alle Personen auf, die in der deutschsprachigen Wikipedia einen Artikel haben. Dieses ist eine Teilliste mit 159 Einträgen von Personen, deren Namen mit den Buchstaben „Arb“ beginnt.

## Arb

### Arba
- Arba, Rodica (* 1962), rumänische Ruderin
- Arbach, Abdo (* 1952), syrischer Geistlicher, Exarch von Argentinien, Erzbischof von Homs
- Arbačiauskas, Vytautas (* 1951), litauischer Politiker, Mitglied des Seimas
- Arban, Francisque (* 1815), französischer Ballonfahrer
- Arban, Jean-Baptiste (1825–1889), französischer Komponist und Professor
- Arbarello, Enrico (* 1945), italienischer Mathematiker
- Arbaş, Derya (1968–2003), türkisch-US-amerikanische Schauspielerin
- Arbatow, Georgi Arkadjewitsch (1923–2010), sowjetischer Politologe und Politiker
- Arbatowa, Marija Iwanowna (* 1957), sowjetische bzw. russische Schriftstellerin, Dramaturgin und Feministin
- Arbatschakow, Juri Jakowlewitsch (* 1966), russischer Boxer
- Arbatsky, Yuri (1911–1963), staatenloser Komponist und Folklorist
- Arbatzat, Hartmut (* 1953), deutscher Pädagoge und Sprachwissenschaftler
- Arbaud de Porchères, François d’ (1590–1640), französischer Dichter, Übersetzer und Mitglied der Académie française
- Arbaud, Azalaïs d’ (1834–1917), französische Dichterin okzitanischer Sprache
- Arbaud, Joseph d’ (1874–1950), französischer Schriftsteller provenzalischer Sprache
- Arbaud, Peter d’ († 1739), preußischer Oberst und Chef eines Garnisonbataillons

### Arbe
- Arbeau, Thoinot (1519–1595), französischer Kanoniker und Choreograf
- Arbeit, Ekkart (* 1941), deutscher Sportwissenschaftler und Leichtathletiktrainer
- Arbeiter, Achim (* 1958), deutscher Christlicher Archäologe
- Arbeiter, Albert (1927–2023), österreichischer Musikwissenschaftler, Dirigent, Pianist, Korrepetitor, Musikpädagoge und Gymnasiallehrer
- Arbeiter, Argo (* 1973), estnischer Fußballspieler
- Arbeiter, Armin (1889–1976), österreichischer Schwimmer, Leichtathlet und Leichtathletikfunktionär
- Arbeiter, Gebhard (1944–2015), österreichischer Politiker (SPÖ), Abgeordneter zum Kärntner Landtag, Mitglied des Bundesrates
- Arbeithuber, René (* 1974), deutscher Musiker und Künstler
- Arbel, Benjamin, israelischer Historiker
- Arbel, Chaya (1921–2006), israelische Komponistin deutscher Herkunft
- Arbel, Edna (* 1944), israelische Richterin und Juristin
- Arbel, Emmie (* 1937), niederländisch-israelische Zeitzeugin des Holocausts
- Arbel, Loïc (* 1997), französischer Motorradrennfahrer
- Arbel, Moshe (* 1983), israelischer Rabbi, Anwalt und Politiker der Partei SchasMoshe Arbel (* 1983)

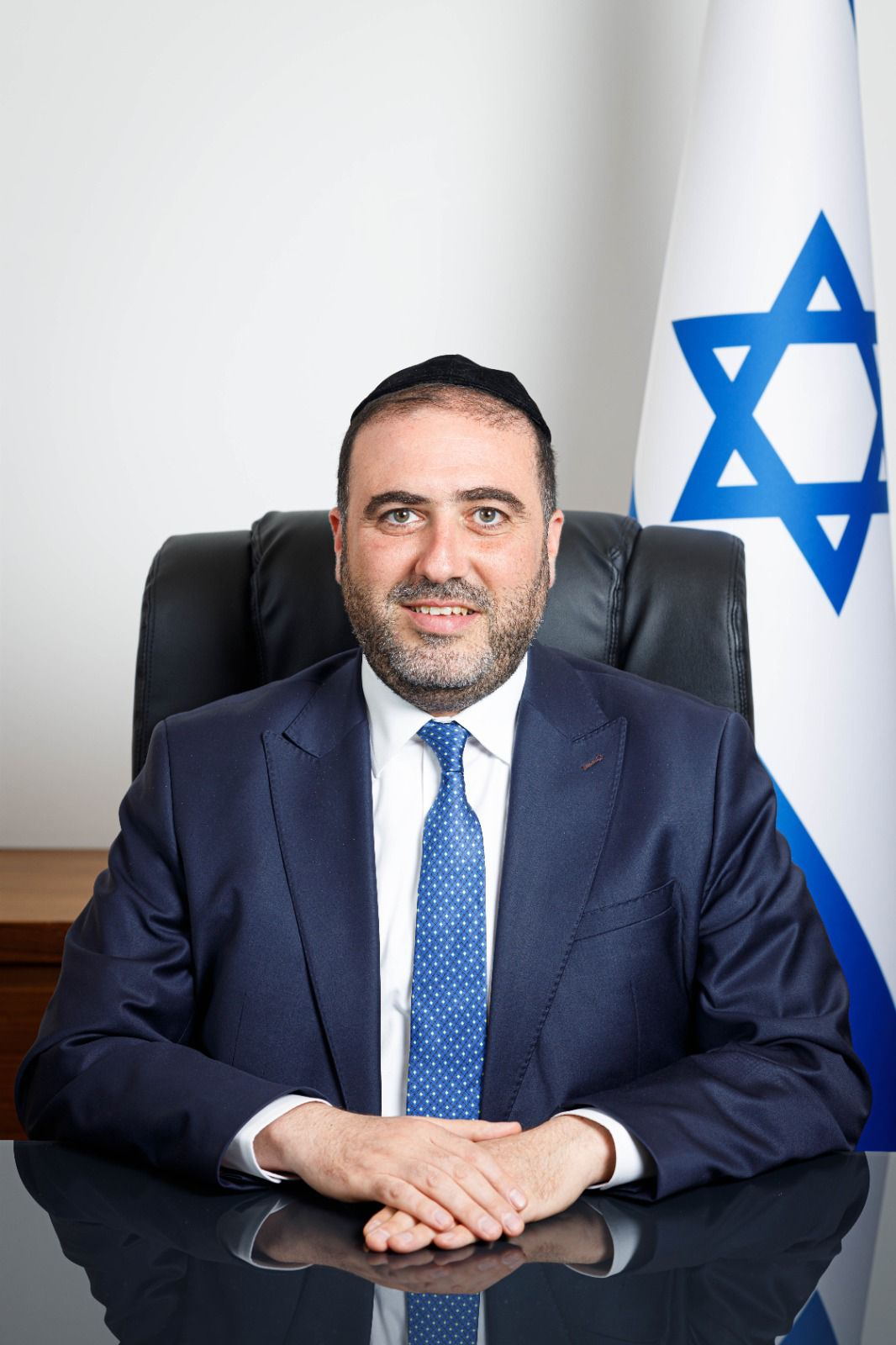
Moshe Arbel (* 1983)

- Arbeláez Álvarez, Alba Luz (* 1965), kolumbianische Botanikerin
- Arbeláez Camacho, Carlos (1916–1969), kolumbianischer Architekt und Hochschullehrer
- Arbeláez, Adriana, kolumbianische Politikerin, Abgeordnete
- Arbeláez, Manuela (* 1988), kolumbianisch-US-amerikanisches Fotomodell
- Arbeleche, Beltrán (1902–1989), argentinischer Architekt
- Arbeleche, Jorge (* 1943), uruguayischer Schriftsteller, Essayist und Dozent
- Arbelet, Paul (1874–1938), französischer Romanist und Stendhal-Spezialist
- Arbeli-Almoslino, Schoschana (1926–2015), israelische Politikerin
- Arbello, Fernando (1907–1970), puerto-ricanischer Jazz-Posaunist und Komponist
- Arbeloa, Álvaro (* 1983), spanischer Fußballspieler
- Arbenina, Stella (1885–1976), anglo-russische Schauspielerin
- Árbenz Guzmán, Jacobo (1913–1971), guatemaltekischer PolitikerJacobo Árbenz Guzmán (1913–1971)

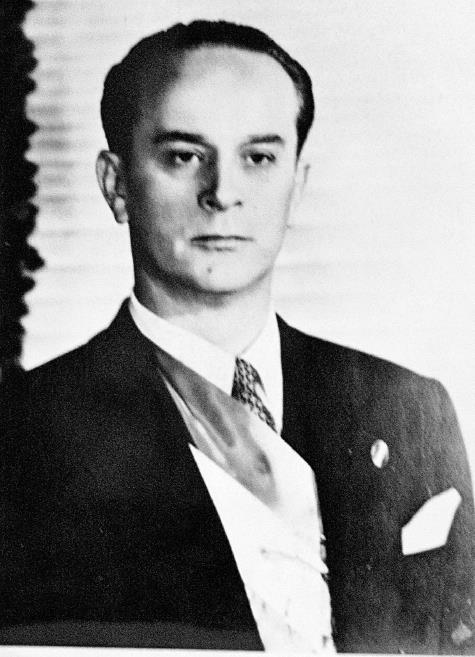
Jacobo Árbenz Guzmán (1913–1971)

- Arbenz, Carl (1831–1909), Schweizer Ingenieur und Glastechniker
- Arbenz, Florian (* 1975), Schweizer Jazzmusiker (Schlagwerk, Komposition)
- Arbenz, Michael (* 1975), Schweizer Musiker (Piano, Komposition)
- Arbenz, Paul (1880–1943), Schweizer Geologe
- Arbenz, Peter (1937–2023), Schweizer Entwicklungshelfer, Politiker (FDP) und Beamter
- Arbeo von Freising († 784), Bischof
- Arber, Agnes (1879–1960), englische Botanikerin
- Arber, Bobby (* 1951), englischer Fußballspieler
- Arber, Edward (1836–1912), englischer Gelehrter und Autor
- Arber, Edward Alexander Newell (1870–1918), britischer Paläontologe und Botaniker
- Arber, Fredy (* 1928), Schweizer Radrennfahrer
- Arber, Sara (* 1949), britische Soziologin
- Arber, Silvia (* 1968), Schweizer Neurobiologin
- Arber, Werner (* 1929), Schweizer Mikrobiologe und GenetikerWerner Arber (* 1929)

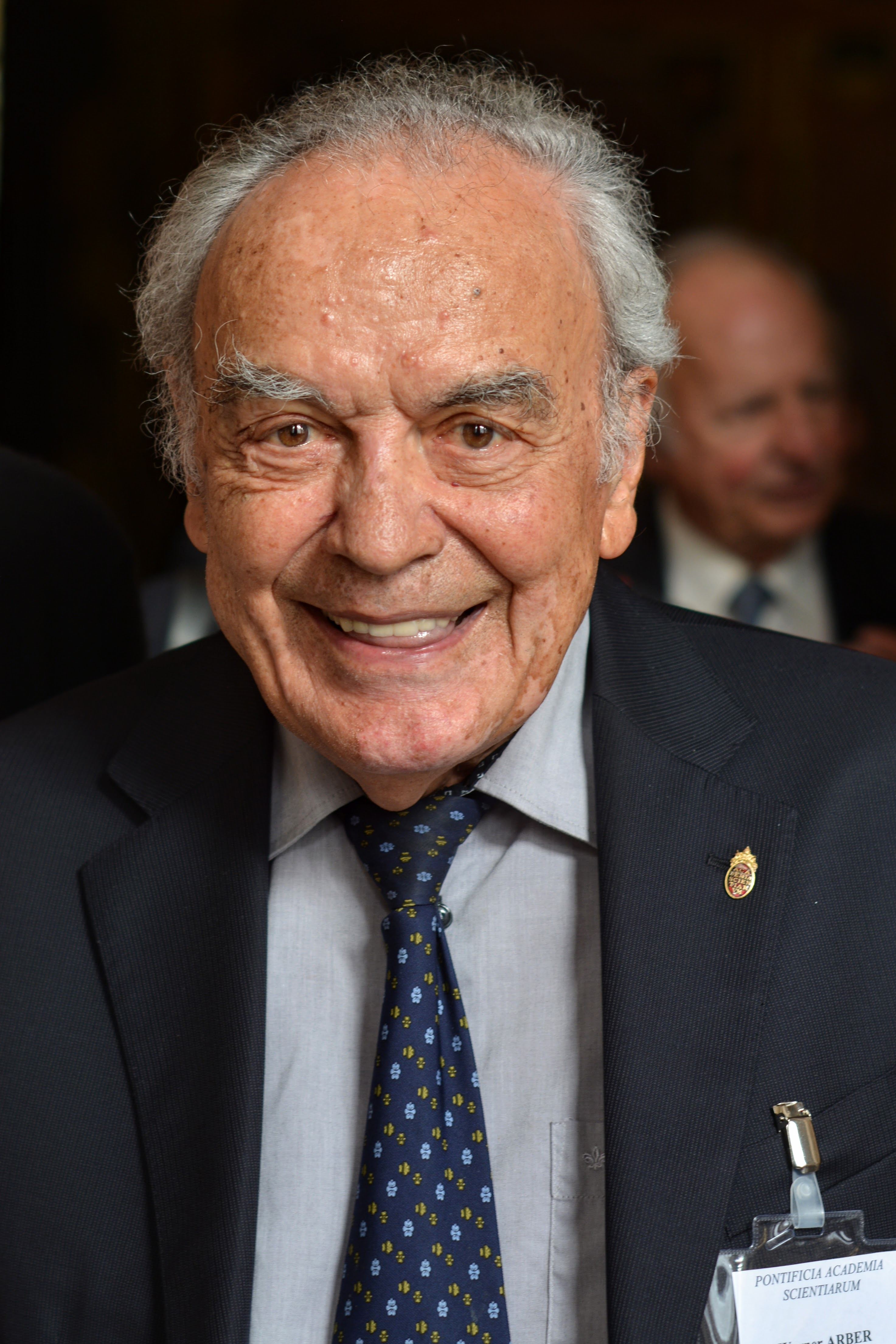
Werner Arber (* 1929)

- Arberg, Karl von (1705–1768), kaiserlicher Offizier
- Arberg, Philipp Karl von (1776–1814), deutsch-österreichischer Adeliger und französischer Präfekt des Departements der Wesermündungen
- Arberry, Arthur John (1905–1969), britischer Orientalist, Koranübersetzer
- Arbery, Ahmaud (1994–2020), US-amerikanisches Mordopfer
- Arbès, Hubert (* 1950), französischer Radrennfahrer
- Arbes, Jakub (1840–1914), tschechischer Journalist und Schriftsteller
- Arbesmann, Rudolph (1895–1982), US-amerikanischer Klassischer Philologe deutscher Herkunft
- Arbesser von Rastburg, Josef (1850–1928), österreichischer Landschafts- und Architekturmaler
- Arbesser von Rastburg, Maria Assunta (1884–1971), österreichische Malerin und Holzplastikerin
- Arbesser von Rastburg, Maximilian (1924–2010), österreichischer Unternehmer und Wirtschaftsjurist
- Arbesser, Arthur (* 1983), österreichischer Modedesigner und Unternehmer
- Arbet, Gregor (* 1983), estnischer Basketballspieler
- Arbez, Maurice (1944–2020), französischer Skispringer und Skisprungfunktionär
- Arbez, Tess (* 1997), irisch-französische Skirennläuferin
- Arbez, Victor (1934–2016), französischer Skilangläufer und Biathlet

### Arbi
- Arbi, Adil El (* 1988), belgischer Filmregisseur, Drehbuchautor und Filmeditor
- Arbi, Hastomo (* 1958), indonesischer Badmintonspieler
- Arbi, Heryanto (* 1972), indonesischer Badmintonspieler
- Arbib, Michael (* 1940), englischer Neurowissenschaftler und Mathematiker
- Arbilla, Anaitz (* 1987), spanischer Fußballspieler
- Arbilla, Danilo (* 1943), uruguayischer Journalist
- Arbillot, Pascale (* 1970), französische SchauspielerinPascale Arbillot (* 1970)

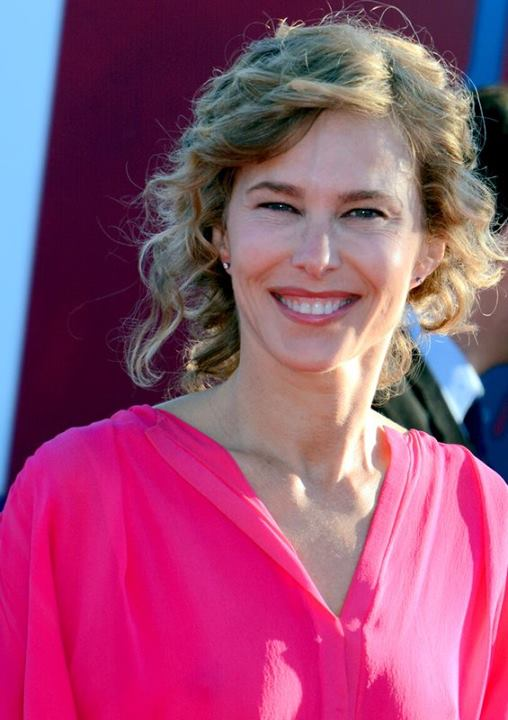
Pascale Arbillot (* 1970)

- Arbin, Harald (1867–1944), schwedischer Wasserspringer und Leichtathlet
- Arbinger, Fred (* 1957), deutscher Fußballspieler und -trainer
- Arbinger, Johann Baptist (1819–1890), deutscher katholischer Geistlicher und Politiker, MdR
- Arbiter, Ivor (1929–2005), englischer Geschäftsmann
- Arbitio, römischer Heermeister und Konsul
- Arbitus, antiker römischer Toreut
- Arbiza, Claudio (* 1967), uruguayischer Fußballspieler
- Arbiza, Nicolás (* 1992), uruguayischer Fußballspieler

### Arbn
- Arbnori, Pjetër (1935–2006), albanischer Schriftsteller und Politiker

### Arbo
- Arbo, Higinio (1879–1968), paraguayischer Politiker und Diplomat
- Arbo, Peter Nicolai (1831–1892), norwegischer MalerPeter Nicolai Arbo (1831–1892)

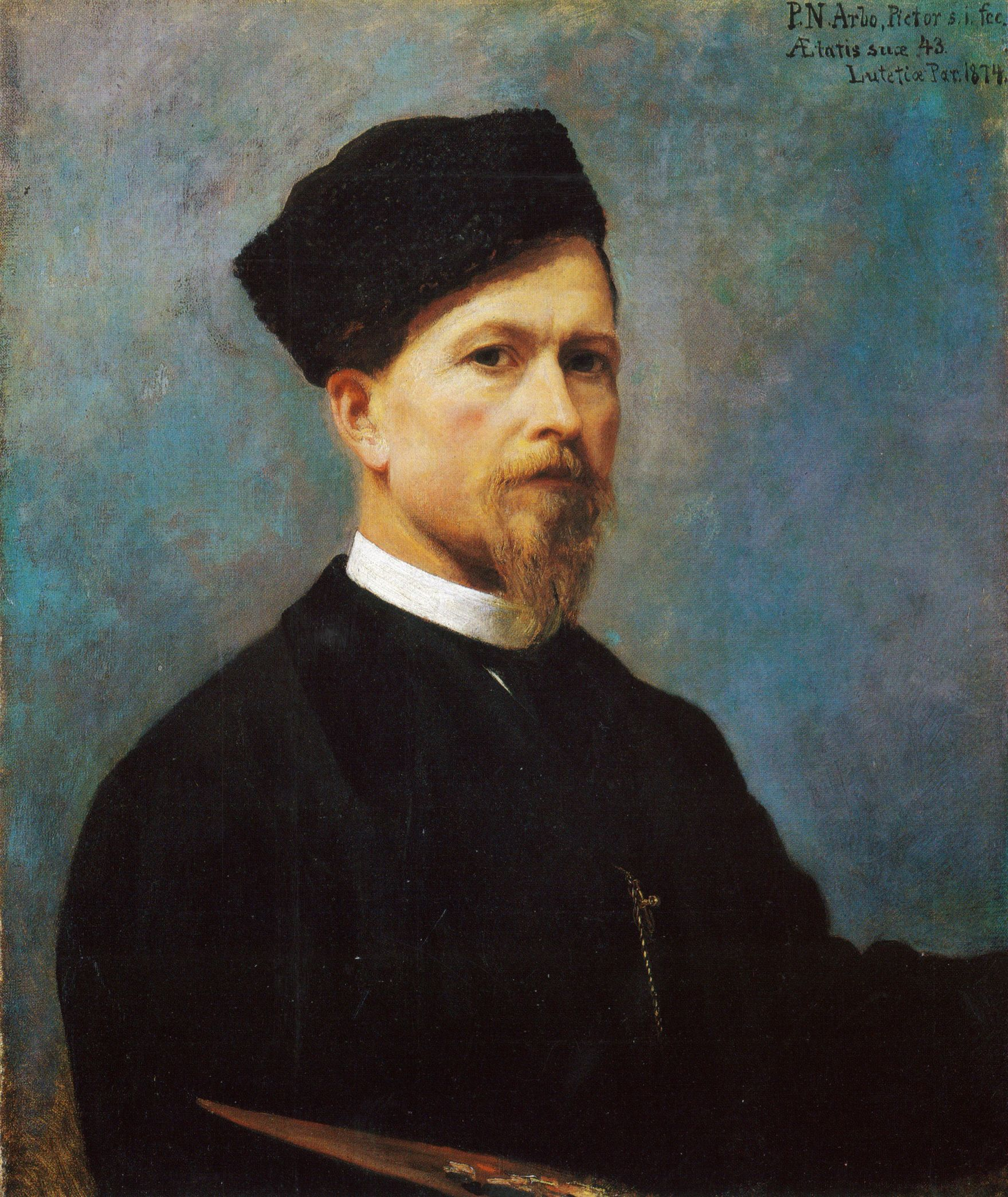
Peter Nicolai Arbo (1831–1892)

- Arbogast der Ältere († 394), römischer Feldherr
- Arbogast der Jüngere, Militärbefehlshaber von Augusta Treverorum
- Arbogast von Annenberg, Johann († 1645), Kommandant der Festung Glatz; Landeshauptmann von Glatz
- Arbogast von Straßburg, katholischer Heiliger, Bischof von Straßburg
- Arbogast, Adolf († 1531), deutscher evangelischer Theologe
- Arbogast, Christine (* 1965), deutsche politische Beamtin
- Arbogast, Émile (1901–1978), französischer Schwimmer
- Arbogast, Jannik (* 1992), deutscher Leichtathlet
- Arbogast, Louis François Antoine (1759–1803), französischer Mathematiker
- Arbogast, Luc (* 1975), französischer Mittelaltermusiker
- Arbogast, Rainer (* 1944), deutscher Chirurg
- Arbogast, Roy, Spezialeffektkünstler
- Arbogast, Thierry (* 1956), französischer Kameramann
- Arbois de Jubainville, Henri d’ (1827–1910), französischer Keltologe und Historiker
- Arbok 48 (* 1987), deutscher Rapper
- Arboleda, Diego (* 1996), kolumbianischer Radrennfahrer
- Arboleda, Jairo (* 1947), kolumbianischer Fußballspieler und -trainer
- Arboleda, Manuel (* 1979), kolumbianischer Fußballspieler
- Arboleda, María Isabel (* 2005), kolumbianische Hochspringerin
- Arboleda, Robert (* 1991), ecuadorianischer Fußballspieler
- Arbolino, Tony (* 2000), italienischer Motorradrennfahrer
- Arbon, Brad, deutscher American-Football-Spieler und -Trainer
- Arbor, Jane (1903–1994), britische Schriftstellerin
- Arborch, Wilhelm von, Bildhauer in Köln
- Arbore, Ecaterina (1875–1937), rumänisch-sowjetische Medizinerin, Schriftstellerin und Politikerin
- Arbore, Nina (1889–1941), rumänische Malerin, Zeichnerin, Grafikerin
- Arbore, Renzo (* 1937), italienischer Musiker, Moderator, Schauspieler, Drehbuchautor und FilmregisseurRenzo Arbore (* 1937)

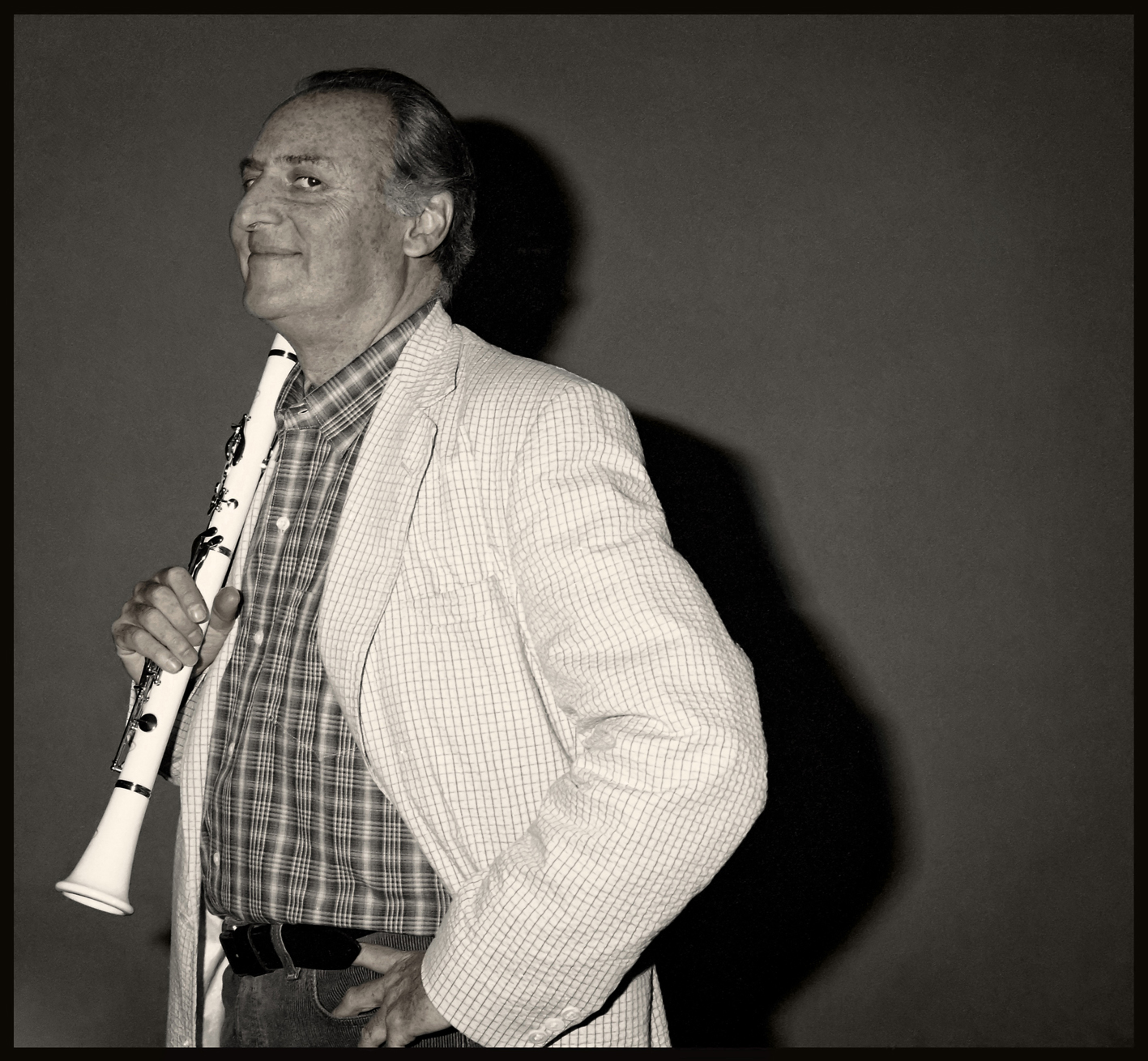
Renzo Arbore (* 1937)

- Arborea, Eleonora von († 1404), sardische Regentin und Volksheldin
- Arborelius, Anders (* 1949), schwedischer Ordensgeistlicher; römisch-katholischer Bischof von Stockholm; Großprior des Ritterordens vom Heiligen Grab zu Jerusalem
- Arborelius, Olof (1842–1915), schwedischer Genre- und Landschaftsmaler
- Arbós, Eduard (* 1983), spanischer Hockeyspieler
- Arbós, Enrique Fernández (1863–1939), spanischer Geiger, Dirigent und Komponist
- Arbós, Jaime (* 1952), spanischer Hockeyspieler
- Arbós, Juan (* 1952), spanischer Hockeyspieler
- Arbour, Al (1932–2015), kanadischer Eishockeyspieler und -trainer
- Arbour, Amos (1895–1943), kanadischer Eishockeyspieler
- Arbour, Jack (1898–1973), kanadischer Eishockeyspieler und Trainer
- Arbour, John (* 1945), kanadischer Eishockeyspieler
- Arbour, Louise (* 1947), kanadische Richterin und UN-Hochkommissar für Menschenrechte
- Arbour, Tony (* 1945), britischer Politiker (Conservative Party), Mitglied der London Assembly
- Arbousset, Thomas (1810–1877), französischer Missionar

### Arbt
- Arbter, Emma Wanda von (1819–1858), österreichische Schriftstellerin

### Arbu
- Arbuckle, Andrew (* 1944), schottischer Politiker
- Arbuckle, Roscoe (1887–1933), US-amerikanischer Schauspieler und RegisseurRoscoe Arbuckle (1887–1933)

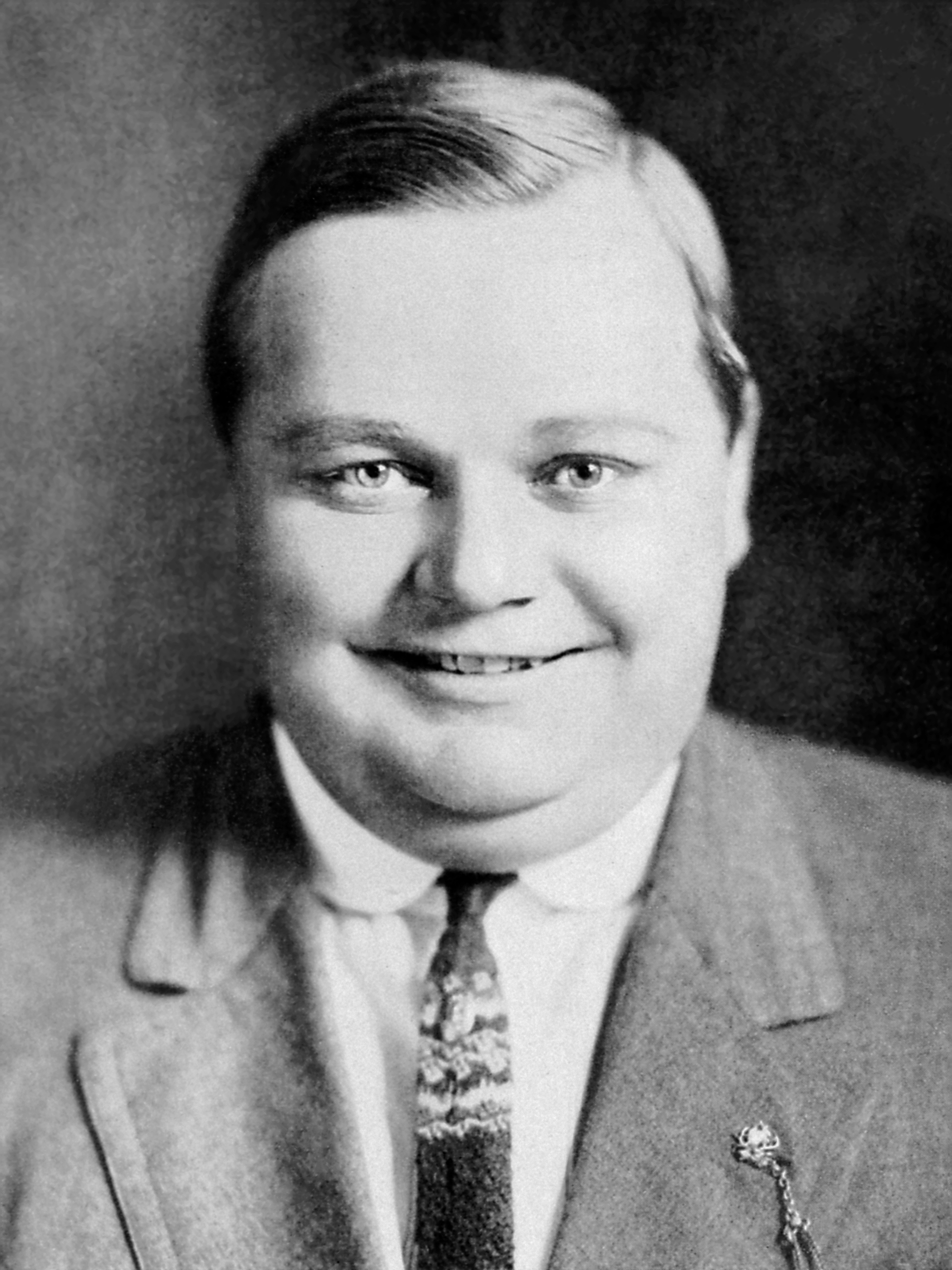
Roscoe Arbuckle (1887–1933)

- Arbugajew, Maxim Germanowitsch (* 1991), russischer Dokumentarfilmer
- Arbugajewa, Jewgenija Germanowna (* 1985), russische Fotografin und Dokumentarfilmerin
- Arbunic Castro, Giovanna (* 1964), chilenische Schachspielerin
- Arburg, Adrian von (* 1974), Schweizer Historiker
- Arbus, Allan (1918–2013), US-amerikanischer Schauspieler
- Arbus, Amy (* 1954), US-amerikanische Fotografin
- Arbus, André (1903–1969), französischer Innendekorateur, Bildhauer, Architekt und Hochschullehrer
- Arbus, Diane (1923–1971), US-amerikanische Fotografin und Fotojournalistin
- Arbuscula, römische Schauspielerin
- Arbusow, Alexander Jerminingeldowitsch (1877–1968), russischer Chemiker
- Arbusow, Alexei Nikolajewitsch (1908–1986), sowjetisch-russischer Dramatiker
- Arbusow, Leonid (1882–1951), deutsch-baltischer Historiker und Hochschullehrer
- Arbusow, Leonid Alexandrowitsch (1848–1912), russischer Historiker der sich der Geschichte des Baltikums nach der Aufsegelung Livlands widmete
- Arbusow, Serhij (* 1976), ukrainischer Ökonom und Politiker
- Arbusow, Waleri Petrowitsch (* 1939), russischer Politiker und Gouverneur von Kostroma (1991–1996)
- Arbusowa, Tatjana Borissowna (1936–1996), sowjetische bzw. russische Baustoffkundlerin und Hochschullehrerin
- Arbustius Valentinus, Lucius, römischer Offizier (Kaiserzeit)
- Arbuthnot, Harriet (1793–1834), englische Tagebuchschreiberin
- Arbuthnot, James (* 1952), britischer Politiker
- Arbuthnot, John (1667–1735), schottischer Arzt, Mathematiker und Schriftsteller
- Arbuthnot, Malcolm (1877–1967), britischer Fotograf, Bildhauer und Maler
- Arbuthnot, Robert (1864–1916), britischer Marineoffizier
- Arbuthnott, Emily (* 1997), britische Tennisspielerin
- Arbuthnott, John, 16. Viscount of Arbuthnott (1924–2012), britischer Peer, Geschäftsmann und Mitglied des House of Lords
- Arbuthnott, Robert, 1. Viscount of Arbuthnott († 1655), schottischer Adliger und Politiker
- Arbuthnott, Thomas (1911–1995), neuseeländischer Boxer